# 8 avril 1951
Le dimanche 8 avril 1951 est le 98e jour de l'année 1951.

## Naissances
- Ángel Martínez Sanjuán, homme politique espagnol
- Bradford Morrow, écrivain américain
- David Maxwell, rameur britannique
- Geir Haarde, homme d'État islandais
- Hamdi Meddeb, homme d'affaires tunisien
- Jean Rodolphe Ramanantsoa (mort le 20 août 2016), homme politique malgache
- Joan Sebastian (mort le 13 juillet 2015), chanteur mexicain
- Juha Piironen, copilote de rallye finlandais
- Laurence Sémonin, actrice française
- Marcel Boyron (mort le 25 avril 2015), footballeur français
- Sara Botsford, actrice canadienne
- Sergio Macedo, auteur brésilien de bande dessinée
- Véronique Vasseur, médecin française

## Événements
- Antonio Bevilacqua remporte Paris-Roubaix